# طوني براين
طوني براين (بالإنجليزية: Tony Brien)‏ هو لاعب كرة قدم أيرلندي، ولد في 10 فبراير 1969 في دبلن في جمهورية أيرلندا. لعب مع ليستر سيتي ونادي تشستر سيتي ونادي تشيسترفيلد ونادي روذرهام يونايتد ونادي ستاليبريدج سيلتيك ونادي مانسفيلد تاون وهال سيتي ووست بروميتش ألبيون.

## وصلات خارجية
- طوني براين على موقع قاعدة بيانات كرة القدم.إي يو (الإنجليزية)